# Foras feasa ar Éirinn
Foras feasa ar Éirinn („Wissensgrundlage über Irland“, meist kurz „Geschichte Irlands“ genannt) ist der Name eines Geschichtswerkes in frühneuirischer Sprache, das vom Theologen Geoffrey Keating (Seathrún Céitinn) 1633/34 verfasst wurde.
Das Werk beginnt mit der Landnahme (Lebor Gabála Érenn) und endet mit der Eroberung Irlands durch England. Die von Keating verwendeten Quellen sind heute teilweise verschollen, wurden nach neueren Forschungsergebnissen von ihm allerdings manchmal dem Zeitgeist entsprechend bearbeitet.